# Kotek (jezioro)
Kotek – jezioro w woj. warmińsko-mazurskim, w pow. giżyckim, w gminie Ryn.
Według urzędowego spisu opracowanego przez Komisję Nazw Miejscowości i Obiektów Fizjograficznych (KNMiOF) nazwa tego jeziora to Kotek. W różnych publikacjach jezioro to występuje pod nazwą Kotek Wielki, dlatego że niedaleko znajdowało się drugie jezioro, Kotek Mały naprzeciwko osady Lelek, teraz jest to bagno Cielak.
Powierzchnia zwierciadła wody według różnych źródeł wynosi od 16,0 ha do 42 ha.
Głębokość maksymalna jeziora to 3,2 m.
Jest to najmniejsze jezioro na szlaku Wielkich Jezior Mazurskich na odcinku od Giżycka do Mikołajek.
Długość szlaku przez jezioro to 480 m, przy głębokości do 2,5 m. Jezioro jest muliste i obrośnięte szuwarami, które stanowią ostoję dla ptaków. Na południowym brzegu znajduje się wieś Zielony Lasek. Kotek Wielki łączy się przez Kanał Mioduński z jeziorem Szymon położonym na wschodzie oraz przez Kanał Grunwaldzki z położonym na zachodzie jeziorem Tałtowisko. Jezioro to poprzez system kanałów mazurskich łączących jeziora jest fragmentem szlaku żeglugowego biegnącego od Węgorzewa do Pisza. Pozostałe dopływy zbiornika to dwa rowy melioracyjne. Rów dopływający od strony północnej, w okresie wiosennym ma niekorzystny stan sanitarny, woda z jeziora odpływa Kanałem Grunwaldzkim do jeziora Tałtowisko.
Na podstawie badania przeprowadzonego w 2001 roku, wody jeziora zaliczono do III klasy czystości.